# Tous les mêmes
Tous les mêmes – szesnasty singel belgijskiego muzyka Stromae’a, trzeci singel z jego drugiego albumu studyjnego Racine carrée.

## Lista utworów
- Promo – digital download (23 września 2013)[1]

1. „Tous les mêmes” – 3:31

- Płyta gramofonowa (17 marca 2014)[2]

A „Tous tes mêmes”
B „Tous tes mêmes” (Extended)
4 kwietnia 2014 roku został opublikowany Aeroplane Remix.

## Teledysk
Teledysk do utworu wyreżyserowany przez Henry’iego Scholfielda został opublikowany 18 grudnia 2013 roku.

## Notowania na listach przebojów
| Kraj              | Lista (2013/2014/2015)      | Najwyższa pozycja | Certyfikat | Sprzedaż |
| ----------------- | --------------------------- | ----------------- | ---------- | -------- |
| Belgia (Walonia)  | Ultratop 50 Singles         | 1                 | platyna    |          |
| Francja           | Top 200 Singles             | 1                 | platyna    | 192 000  |
| Belgia (Flandria) | Ultratop 50 Singles         | 4                 | [ d ]      |          |
| Włochy            | Top 100 Singles             | 5                 | 2×platyna  |          |
| Dania             | Track Top-40                | 10                |            |          |
| Węgry             | Single (track) Top 20 lista | 19                |            |          |
| Szwajcaria        | Singles Top 75              | 27                |            |          |
| Holandia          | Single Top 100              | 29                |            |          |